# Bjørnstjerne Bjørnson
Bjørnstjerne Martinus Bjørnson (Kvikne, 8 de dezembro de 1832 — Paris, 26 de abril de 1910) foi um escritor norueguês.
Recebeu o Nobel de Literatura de 1903. Bjørnson é considerado como um dos Quatro Grandes escritores da Noruega; os outros são Henrik Ibsen, Jonas Lie e Alexander Kielland.

## Biografia

### Infância
Bjørnstjerne Bjørnson nasceu em Kvikne, na Noruega, em 8 de dezembro de 1832. Já durante a sua infância, mostrava qualidades de liderança e um dom para enfeitiçar os seus colegas, com a sua imaginação narrativa.
Inspirado pela revolução de fevereiro de 1848, abandonou as regras das autoridades escolares da sua escola secundária, leu de forma independente e entrou para a Universidade de Oslo em 1852.

### Início da carreira
Mergulhou numa vida ligada à política, ao teatro e à literatura, com uma turbulência característica, encontrando rapidamente a sua missão na promoção de uma cultura norueguesa verdadeiramente nativa.
Em 1854, já se tornara uma figura reconhecida pelas suas críticas sobre o teatro, que conduziram de forma natural a uma campanha pela substituição do teatro dinamarquês de Oslo por um palco verdadeiramente norueguês.
O seu primeiro romance, Synnøve Solbakken, de 1857, um conto sobre a vida campestre, tornou-se um dos pontos de viragem da literatura norueguesa. Durante os anos seguintes, até 1873, alternou entre a escrita de histórias da vida rural contemporânea e a escrita de peças desenroladas na Noruega ancestral, com a excepção de uma peça sobre Maria Stuart, de 1864.
A maior parte dos protagonistas das obras de Bjørnson têm personalidades fortes e rebeldes como a sua, tendo que lutar consigo mesmas para controlarem a sua truculência natural.

### Nacionalismo

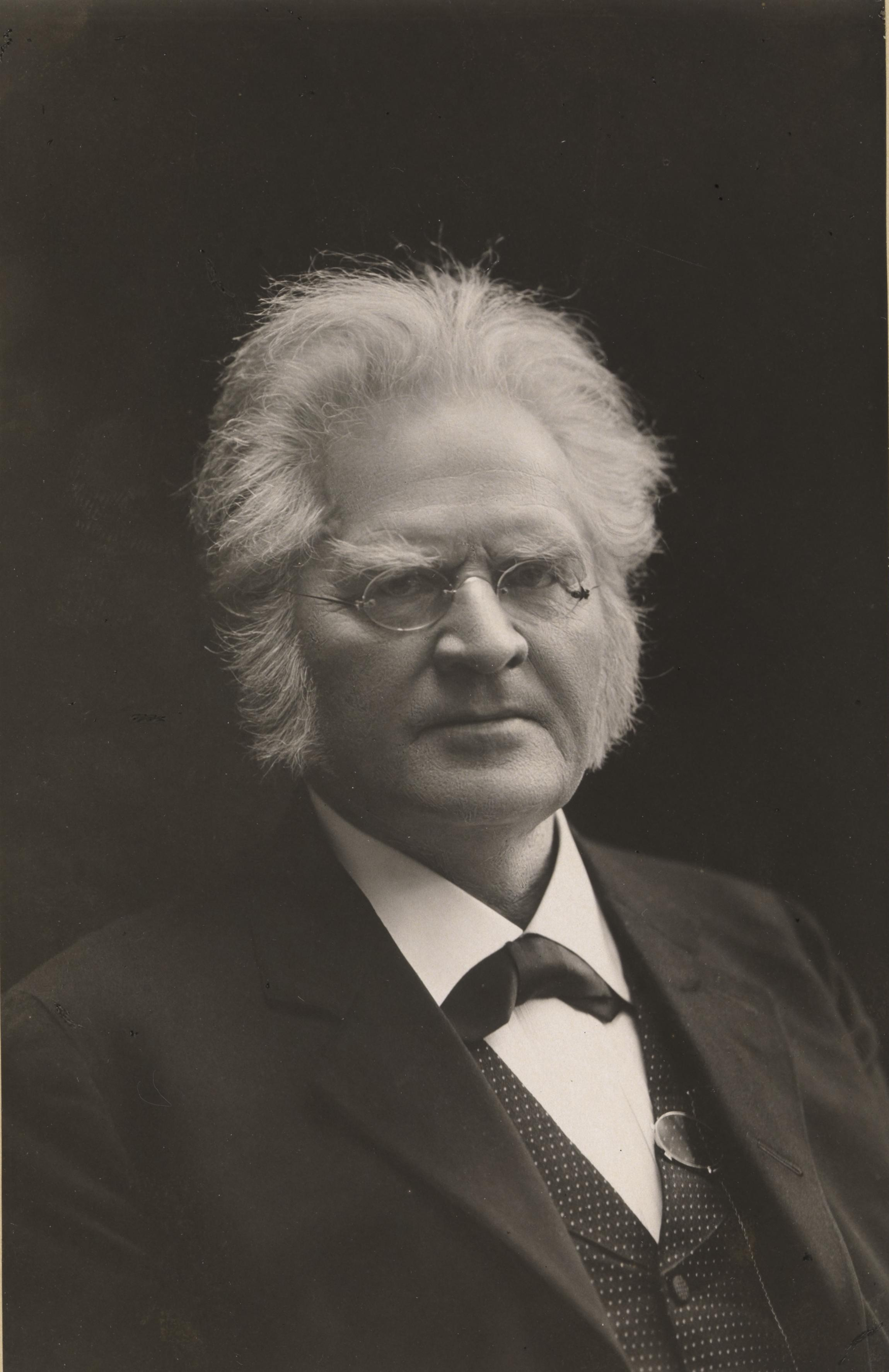
Bjørnstjerne Bjørnson

Bjørnson não se cingiu ao trabalho literário: publicou uma revista, dirigiu um teatro e fez discursos políticos a favor do movimento liberal-nacionalista que ia ganhando força. Um resultado importante desta actividade foi a composição do hino nacional da Noruega, Ja, vi elsker dette Landet ("Sim, amamos este país"), em 1859. Outra consequência foi a formação do partido liberal, na década de 1860. Sentia-se o herdeiro de Henrik Wergeland, cujos ideais nacionais procurou integrar na vida norueguesa.

### Crítica social
Após um período de expressão lírica, Bjørnson viajou para o sul da Europa, para ganhar novos impulsos para a sua escrita. Viajou durante dois anos, sobretudo pela Itália e pelo Tirol. Ao regressar, escrevera já duas peças, ambas publicadas em 1875: En fallit ("Uma falência") e Redaktøren ("O editor"). Foram as primeiras peças de teatro a lidar com os problemas sociais da Escandinávia, abrindo o caminho para os canhões da crítica social. Seguiram-se outras peças e outros romances tratando as questões sociais de então, muitos hoje esquecidos, outros ainda muito vivos, dada a forma repleta de sentimento que Bjørnson lhes conferiu. Entre estes, contavam-se Det flager i byen og på havnen (1884), tratando de problemas relacionados com a educação sexual, På guds veie (1889), sobre o conflito entre ciência e religião.

### Crítica religiosa
O próprio Bjørnson abraçava uma religião positivista e evolucionária, na qual não havia lugar para o Jeová do luteranismo, levantando grandes controvérsias com os seus ataques públicos à igreja do estado. Alguma desta controvérsia surge também nas suas peças, das quais se destaca Over ævne I (1883), uma peça poderosa destinada a mostrar os efeitos pouco saudáveis do supernaturalismo.

### Últimos anos
Recebeu o Nobel de Literatura de 1903.
Quando faleceu em Paris, em 26 de abril de 1910, o seu corpo regressou à Noruega, num navio de guerra norueguês. Foi sepultado em Oslo.
Bjørnson é lembrado sobretudo como uma personagem de grande dimensão e de uma vitalidade irreprimível, um crente não somente na cultura nacional norueguesa, mas também na paz e na justiça internacionais, que fez a sua voz ser ouvida por toda a Europa, a favor das minorias oprimidas, trabalhando ardentemente para a compreensão internacional.

## Obras
- Synnøve Solbakken (1857)
- Mellem Slagene (1857)
- Halte-Hulda (1858)
- Arne (1859)
- En glad gutt (1860)
- Smaastykker (1860)
- Kong Sverre (1861)
- Sigurd Slembe (1862)
- Maria Stuart i Skottland (1864)
- De Nygifte (1865)
- Fiskerjenten (1868)
- Digte og Sange (1870)
- Arnljot Gelline (1870)
- Fortællinger I-II (1872)
- Brude-Slaatten (1872)
- Sigurd Jorsalfar (1872)
- Kong Eystejn (1873)
- En Fallit (1875)
- Redaktøren (1875)
- Magnhild (1877)
- Kongen (1877)
- Kaptejn Mansana (1879)
- Det nye System (1879)
- Leonarda (1879)
- Støv (1882)
- Over Ævne. Første Stykke (1883)
- En Hanske (1883)
- Det flager i Byen og paa Havnen (1884)
- Geografi og Kærlighed (1885)
- Paa Guds Veje (1889)
- Nye Fortællinger (1894)
- Over Ævne. Andre Stykke (1895)
- Lyset (1895)
- Paul Lange og Tora Parsberg (1898)
- To Fortællinger (1901)
- Laboremus (1901)
- På Storhove (1902)
- Daglannet (1904)
- Mary (1906)
- Når den ny vin blomstrer (1909)

## Leituras
- Georg Brandes, Critical Studies of Ibsen and Bjørnson (1899)
- William Morton Payne, Björnstjerne Björnson, 1832-1910 (1910)
- Christen Collin, Bjørnstjerne Bjørnson hans barndom og ungdom (1923)
- Harold Larson, Bjørnstjerne Bjørnson: A Study in Norwegian Nationalism (1944)
- Eva Lund Haugen and Einar Haugen, Bjørnson: Land of the free. Bjørnstjerne Bjørnson's American Letters 1880-1881 (1978)
- Einar Haugen,  The Vocabulary of Bjørnson's Literary Works  (1978)
- Per Amdam,  Bjørnstjerne Bjørnson (1978)

### Traduções em português
- 1901 - Carícias de uma noiva, Companhia Nacional Editora[1]
- 1944 - O caminho da felicidade, Minerva[1]
- 1962 - Além das Forças (Over Ævne), Editora Delta, tradução de Guilherme Figueiredo,[2] Coleção Prêmios Nobel de Literatura.
- 2020 - A Ferrovia e o Cemitério (Jernbanen og Kirkegarden), O Pai (Faderen), tradução de Jan Wigmar, Editora Dying Tree Books.